# 4246 Telemann
4246 Telemann eller 1982 SY2 är en asteroid i huvudbältet som upptäcktes den 24 september 1982 av den tyske astronomen Freimut Börngen vid Tautenburg-observatoriet. Den är uppkallad efter den tyske kompositören Georg Philipp Telemann.
Asteroiden har en diameter på ungefär 4 kilometer.